# Athyrium subtriangulare
Athyrium subtriangulare là một loài thực vật có mạch trong họ Woodsiaceae. Loài này được (Hook.) Bedd. miêu tả khoa học đầu tiên năm 1867.